# Mięsień h
Mięsień h – mięsień wchodzący w skład genitaliów samców błonkówek.
Mięśnie h to para mięśni odpowiedzialnych za ruch "peniswalw": jeden prawej, a drugi lewej. Ich początkowy punkt zaczepu może być różny. U niektórych taksonów rozpięte są od wierzchołków gonostipitum do brzusznej apodemy cupuli. Kończy się, wsuwając w brzuszne powierzchnie wierzchołków "walwur" (valvura).
Obecność tych mięśni stwierdzono u Prionopelta nr. modesta, Cerapachys nr. augustae, Cylindromyrmex brevitarsus, Dolichoderus bispinosus, Eciton lucanoides, Labidus coecus, Labidus praedator, Neivamyrmex longiscapus, Nomamyrmex eisenbeckii, Gnamptogenys mordax, Camponotus sansabeanus, Camponotus atriceps, Formica obscuripes, Prenolepis imparis, Aphaenogaster nr. rudis, Atta cephalotes, Crematogaster nigropilosa, Messor andrei, Myrmica kotokui, Pheidole californica, Hypoponera opacior, Leptogenys donisthorpei, Odontomachus chelifer, Platythyrea prizo, Sceliphron caementarum, Dolichovespula adulterina, a jego brak u Leptanilloides sp..